# Sonata para piano n.º 13 (Beethoven)
A Sonata para piano n. ° 14, a primeira dos Op. 27, inicia uma nova série de ideias para Beethoven. Com essa sonata, Beethoven abandona a solidez da forma-sonata e alça voos mais audaciosos.

## Movimentos
O Opus 27 n.º 1 consta de quatro movimentos:
- Andante - Allegro - Tempo I
- Allegro molto vivace [ - ataque - ]
- Adagio con espressione [ - attacca - ]
- Allegro vivace - Tempo I - Presto

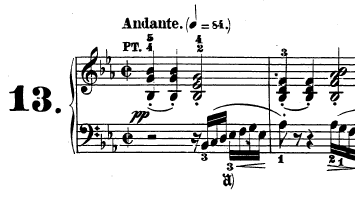
Andante: Primeiro movimento.

Assim como a sua "irmã famosa", a Sonata ao Luar, esta sonata traz a inscrição "Sonata quasi una fantasia" em seu primeiro movimento. Esse movimento é seccionado e traz várias ideias musicais diferentes. Se fôssemos analisar em termos de forma-sonata, seria como se a "Exposição" tivesse dois temas distintos, o primeiro com os acordes na mão direita e as escalas na esquerda; e o segundo tema com a melodia acompanhada pelos acordes. Depois de apresentar esses temas sucessivamente, Beethoven muda o andamento e coloca um compasso composto -6/8- para nos apresentar o "desenvolvimento". Essa seção do primeiro movimento é bem contrastante com o resto, com arpejos quebrados ascendentes e várias semicolcheias. O caráter instrumental é evidente e contrasta-se bastante com o caráter vocal das primeiras seções do movimento. Depois, Beethoven retorna a calma da abertura da sonata e encerra o movimento, com um attacca subito l'Allegro, que indica a continuidade de movimentos.

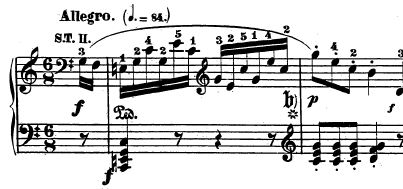
Allegro: Segundo movimento.

Beethoven não quer uma "pausa" entre movimentos. O pianista não tem tempo para "descansar" ou pensar muito antes de "atacar" o Allegro. Beethoven escreve acordes quebrados (três notas) em ambas as mãos. E consegue criar um movimento inteiro baseado nisso. Mais uma prova do talento do compositor que pegou um dos elementos mais básicos da música - um acorde de três notas - e criou um movimento inteiro de uma sonata.

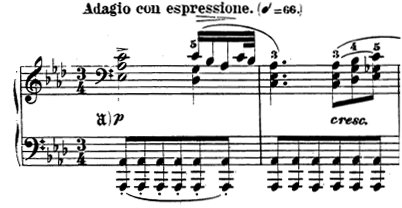
Adagio com espressione: Terceiro movimento.

Assim como não deve haver nenhuma interrupção entre o primeiro e segundo movimentos; entre o segundo e terceiros Beethoven também escreveu "attacca subito".
O Adagio, curto, traz um belo tema, acompanhado por acordes na mão esquerda - típico de Beethoven. Além da melodia sublime, Beethoven usa também a síncope para quebrar a pulsação rítmica em várias oportunidades. O adagio termina com um improviso escrito, preparando o movimento final. (Sim, aqui também Beethoven escreve "attacca subito", de modo que a sonata inteira, deve ser tocada praticamente num só fôlego).

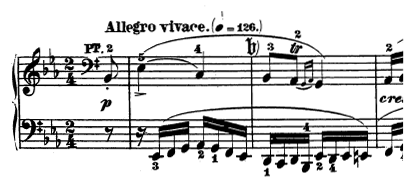
Allegro vivace: Quarto movimento.

O allegro vivace final é bem movimentado, com um tema cativante e vem na forma de um elaborado rondo. O interessante nesse movimento é como termina. Na coda final, Beethoven traz de volta o tema do Adágio, como uma reminiscência para então sim, acabar a sonata num final triunfante.
Beethoven quer que a sonata inteira seja compreendida como uma peça única, como uma fantasia de várias ideias distintas. A mesma ideia o levou a escrever sua sonata seguinte.

## Fonte
BERBER, (apelido). Sonata Op. 27 n. 1. Extraído do sítio do Fórum musical Presto, , publicado com permissão do autor. Acesso em: 24 de junho de 2007.